# Stipa parodiana
Stipa parodiana är en gräsart som beskrevs av Fidel Antonio Roig. Stipa parodiana ingår i släktet fjädergrässläktet, och familjen gräs. Inga underarter finns listade i Catalogue of Life.